# Konsulat
Et konsulat er en statslig repræsentation i en fremmed stat. Konsulater findes under betegnelserne generalkonsulat, konsulat, vicekonsulat og konsularagentur og kan  indbyrdes inngå i et over-/underordnelsesforhold samt være underlagt landets ambassade. I byer med en ambassade varetager denne normalt de konsulære opgaver. Konsulater findes derfor hyppigst uden for hovedstæderne, f.eks. i havnebyer og turistcentre. De har til opgave:
1. At beskytte udsenderstatens og dens statsborgeres interesser i modtagerstaten inden for de af folkeretten tilladte rammer.
2. At fremme udviklingen af kommercielle, økonomiske, kulturelle og videnskabelige forbindelser mellem udsenderstaten og modtagerstaten.
3. På enhver lovlig måde at skaffe sig oplysning om forhold og udvikling på det kommercielle, økonomiske, kulturelle og videnskabelige område i modtagerstaten, at indberette derom til udsenderstatens regering og at give oplysninger til interesserede personer.
4. At udstede pas og rejsedokumenter til udsenderstatens statsborgere og visa og andre fornødne dokumenter til personer, der ønsker at rejse til udsenderstaten,
5. At yde hjælp og bistand til udsenderstatens statsborgere, såvel fysiske som juridiske personer.
6. At virke som notar og civilregisterfører og i anden lignende egenskab samt at varetage visse administrative opgaver, forudsat at modtagerstatens love og bestemmelser ikke er til hinder herfor.
7. At varetage udsenderstatens statsborgeres interesser i tilfælde af arvesuccession på modtagerstatens territorium i overensstemmelse med dennes love og bestemmelser.
8. Inden for de af modtagerstatens love og bestemmelser fastsatte rammer at varetage mindreåriges og andre umyndiges interesser, når sådanne personer er statsborgere i udsenderstaten, især når et værgemål eller et kuratel er påkrævet for dem.
9. At repræsentere udsenderstatens statsborgere eller sørge for, at de bliver behørigt repræsenteret over for modtagerstatens domstole og andre myndigheder med henblik på, i overensstemmelse med modtagerstatens love og bestemmelser, at udvirke midlertidige foranstaltninger til beskyttelse af sådanne statsborgeres rettigheder og interesser, når de pågældende på grund af fravær eller andre årsager ikke i tide kan overtage varetagelsen af deres rettigheder og interesser.
10. At videregive judicielle eller ikke-judicielle dokumenter eller at udføre retsanmodninger eller begæringer om optagelse af vidneforklaringer til brug for udsenderstatens domstole.
11. At føre det i udsenderstatens love og bestemmelser hjemlede tilsyn og kontrol med skibe hjemmehørende i udsenderstaten og med de i denne indregistrerede luftfartøjer samt med deres besætninger.
12. At yde bistand til de i under punkt 11 nævnte skibe og luftfartøjer samt til deres besætninger, at modtage erklæringer om et skibs rejse, undersøge og visere skibspapirerne samt at iværksætte undersøgelser vedrørende begivenheder, som er indtruffet under rejsen og afgøre tvistigheder af enhver art mellem føreren, officererne og mandskabet, i det omfang, dette måtte være et hjemmel i udsenderstatens love og bestemmelser.
13. At varetage alle andre opgaver, som udsenderstaten pålægger en konsulær repræsentation.

For alle opgaverne gælder, at deres varetagelse ikke må stride mod modtagerstatens love og bestemmelser. For at lette deres arbejde gælder der for konsulaterne nogle særlige immuniteter og privilegier efter Wienerkonventionen om konsulære forbindelser.
Konsulater ledes af en generalkonsul, konsul, vicekonsul eller konsularagent, der enten kan være en udsendt embedsmand eller en lokal, ulønnet ("honorær") konsul.
Danmark har 11 udsendte generalkonsulater og omkring 450 honorære konsulater over hele verden. Danmarks honorære generalkonsuler og konsuler udnævnes af Dronningen, mens honorære vicekonsuler udnævnes af udenrigsministeren. Ved besættelsen af en ledig eller nyoprettet konsulpost foreslår Danmarks ambassade i vedkommende stat én eller flere egnede kandidater. En egnet kandidat vil typisk være en person, der nyder almindelig anseelse og agtelse (jævnfør tjenestemandslovens §10), er økonomisk rimeligt uafhængig og indtager en vis position på stedet med gode forbindelser til myndigheder og organisationer. En honorær dansk konsul behøver ikke at være dansk statsborger eller at tale eller forstå dansk.